# Carola Thimm

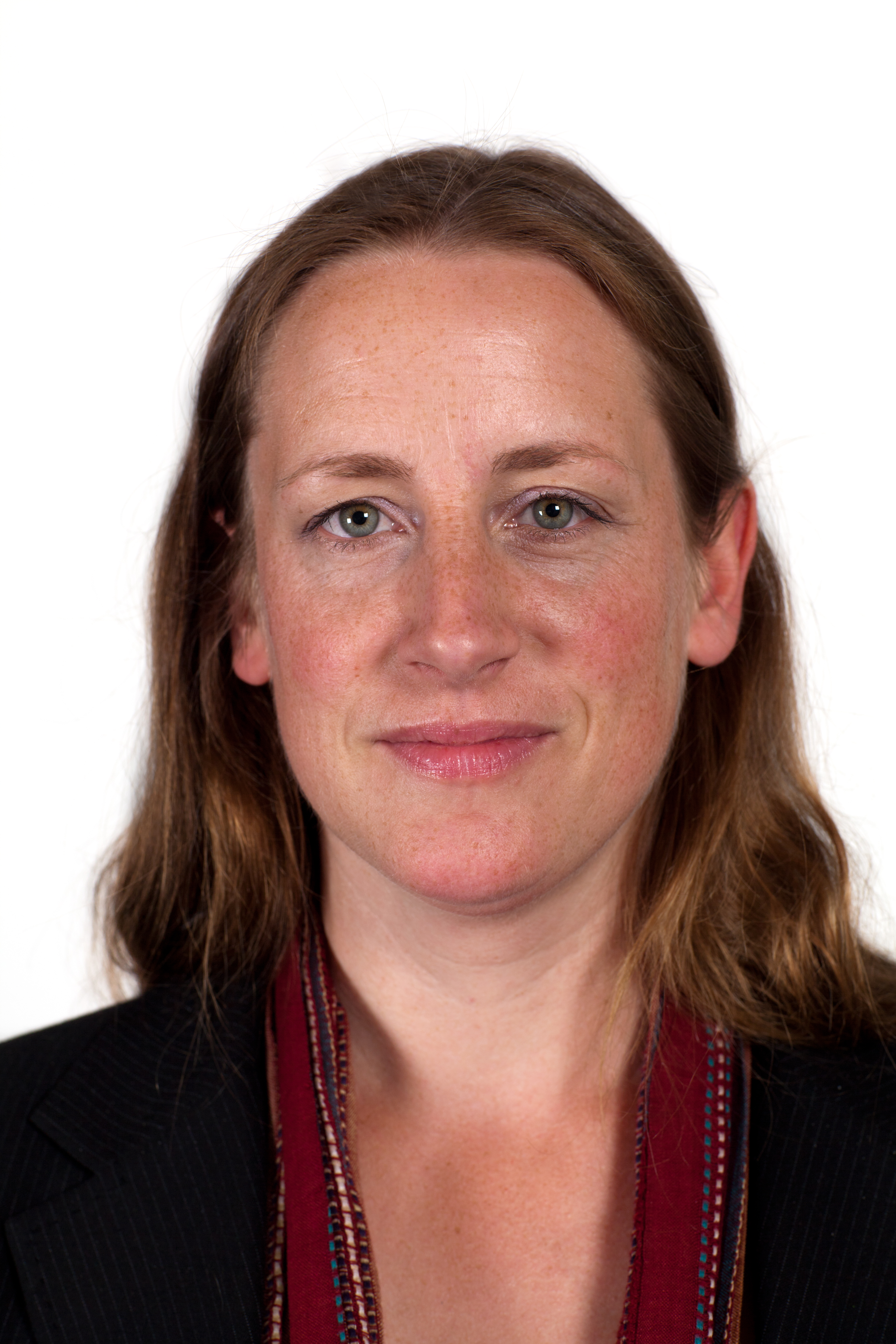
Carola Thimm im Juni 2011.

Carola Thimm (* 4. Dezember 1974 in Hamburg) ist eine deutsche Politikerin der SPD. Von 2008 bis 2015 war sie Mitglied der Hamburgischen Bürgerschaft.

## Leben und Beruf
Carola Thimm absolvierte ein Studium an der Universität Lüneburg mit dem Abschluss als Diplom-Umweltwissenschaftlerin. Sie leitet für die Hamburger Hochbahn bei hySOULUTIONS GmbH das Brennstoffzellen-Busprojektes HH2. Sie lebt im Stadtteil Farmsen-Berne und ist verheiratet.

## Politik
Seit 1997 ist Carola Thimm Mitglied in der SPD. Sie ist Vorstandsmitglied des SPD-Kreisverbandes Wandsbek. Ihr Spezialgebiet in der politischen Arbeit sind die Bereiche Bildung, Umwelt und Wohnungsbau. Im Februar 2008 und 2011 konnte sie bei der Bürgerschaftswahl über den Wahlkreis Bramfeld – Farmsen-Berne als Abgeordnete in die Hamburgische Bürgerschaft einziehen. Dort saß sie für ihre Fraktion im Ausschuss für Familie, Kinder und Jugend sowie im Umweltausschuss. Bei der Bürgerschaftswahl 2015 trat sie aus beruflichen Gründen nicht mehr an.